# Quảng Trị (thị xã)
Quảng Trị là một thị xã nằm ở phía nam tỉnh Quảng Trị, Việt Nam.
Hiện nay, thị xã Quảng Trị không phải là tỉnh lỵ của tỉnh Quảng Trị. Tuy nhiên, thị xã lại từng là lỵ sở của dinh Quảng Trị dưới thời nhà Nguyễn, và sau này là tỉnh lỵ tỉnh Quảng Trị cho đến năm 1976, khi tỉnh Quảng Trị hợp nhất với hai tỉnh Quảng Bình và Thừa Thiên thành tỉnh Bình Trị Thiên. Khi tỉnh Quảng Trị được tái lập vào năm 1989, tỉnh lỵ được đặt tại thị xã Đông Hà (nay là thành phố Đông Hà) cho đến nay.

## Địa lý

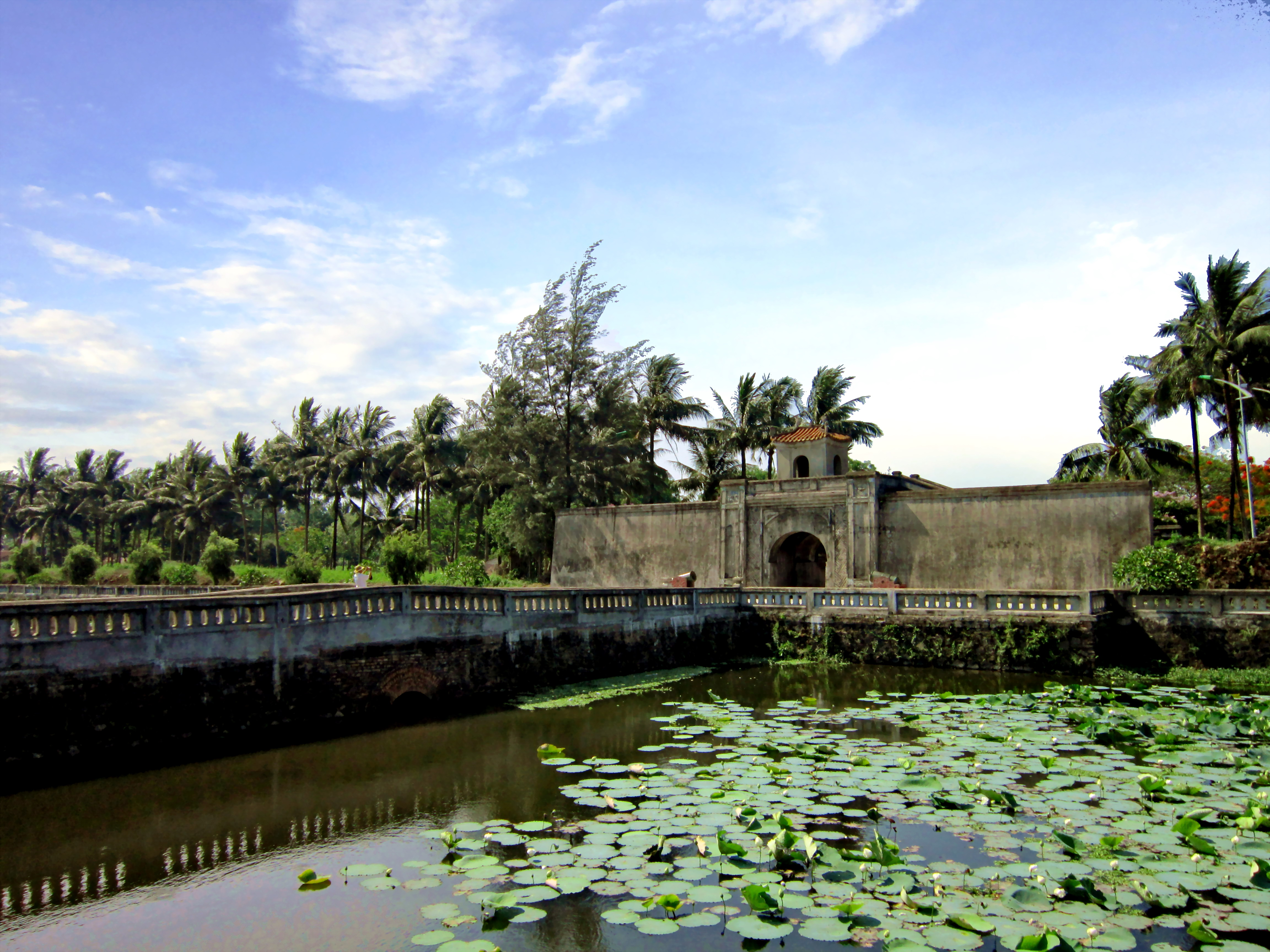
Thành cổ Quảng Trị ngày nay

Thị xã Quảng Trị cách thành phố Huế 54 km về phía đông nam, cách thành phố Đông Hà 13 km về phía tây bắc. Thị xã có địa giới hành chính:
- Phía đông và phía nam giáp huyện Hải Lăng
- Phía tây giáp huyện Đakrông
- Phía bắc giáp huyện Triệu Phong.

Hiện nay diện tích của thị xã là 74 km², dân số năm 2019 là 23.356 người.

## Hành chính
Thị xã Quảng Trị có 5 đơn hành chính cấp xã, bao gồm 4 phường: 1, 2, 3, An Đôn và xã Hải Lệ.

## Lịch sử
Từ thời đại Hùng Vương, thị xã Quảng Trị ngày nay thuộc bộ Việt Thường, một trong 15 bộ của nước Văn Lang xưa.
Dưới thời kỳ Bắc thuộc, nhà Hán chia nước Âu Lạc thành ba quận: Giao Chỉ, Cửu Chân và Nhật Nam. Bộ Việt Thường thuộc quận Nhật Nam (từ năm 179 TCN đến năm 339 Công nguyên).
Năm 339, khi nhà Đông Tấn của Trung Quốc suy yếu, Vương quốc Chăm Pa, một nước mới thành lập ở phía Nam đèo Hải Vân, đánh chiếm vùng đất bộ Việt Thường. Vùng đất này trở thành biên địa phía bắc của Vương quốc Chăm Pa độc lập với cơ cấu 5 châu: Bố Chính, Địa Lý, Ma Linh, Ô và Rí (Lý). Vùng đất thị xã Quảng Trị thuộc châu Ô.
Năm 1069, vua Lý Thái Tông đem quân đánh vào kinh thành Chăm Pa, bắt được vua Chế Củ. Chế Củ xin dâng ba châu Bố Chính, Địa Lý và Ma Linh để được trả tự do. Nhà Lý đổi ba châu đó thành châu Lâm Bình và Minh Linh.
Năm 1306, vua Chăm Pa là Chế Mân sai sứ dâng chiếu cầu hôn với vua Trần Anh Tông của Đại Việt (tên của Việt Nam lúc đó). Vua Trần bằng lòng gả công chúa Huyền Trân cho Chế Mân và nhận hai châu Ô và châu Rí (Lý) mà Chế Mân đã dâng làm vật sính lễ. Nhà Trần đổi châu Ô làm Thuận Châu, châu Lý làm Hóa Châu. Mảnh đất thị xã Quảng Trị ngày nay thuộc Thuận Châu.
Đời nhà Hậu Lê, năm 1499, vua Lê Thánh Tông đổi tên hai châu Thuận và châu Hóa thành hai phủ Tân Bình và phủ Triệu Phong thuộc xứ Thuận Hóa. Phủ Triệu Phong gồm các huyện Vũ Xương, Hải Lăng,... Mảnh đất thị xã Quảng Trị thuộc huyện Hải Lăng.
Năm 1558, để tránh nguy cơ bị ám hại bởi bàn tay của người anh rể là Trịnh Kiểm, Nguyễn Hoàng - con trai thứ của Nguyễn Kim - xin vào trấn thủ xứ Thuận Hóa. Nguyễn Hoàng và các chúa Nguyễn xây dựng xứ Thuận Hóa dần dần trở thành bờ cõi riêng và xưng chúa.
Năm 1801, Nguyễn Ánh lên ngôi Hoàng đế, lấy niên hiệu là Gia Long, lập dinh Quảng Trị bao gồm đất đai các huyện Hải Lăng, Đăng Xương (tên cũ là Vũ Xương), Minh Linh và đạo Cam Lộ (mới lập). Đến năm 1827, dinh Quảng Trị đổi là trấn Quảng Trị. Năm 1832, trấn Quảng Trị đổi thành tỉnh Quảng Trị, dinh lỵ Quảng Trị đóng tại làng Tiền Kiên (thuộc huyện Đăng Xương). Năm 1809, dinh lỵ Quảng Trị dời từ Tiền Kiên tới đóng tại xã Thạch Hãn (huyện Hải Lăng), tức vị trí của thị xã Quảng Trị ngày nay và tiến hành xây thành, đắp luỹ cố định.
Năm 1853, tỉnh Quảng Trị với phủ Thừa Thiên hợp nhất thành đạo Quảng Trị. Năm 1876, lập lại tỉnh Quảng Trị. Năm 1890, Toàn quyền Đông Dương Jules Georges Piquet ra nghị định hợp nhất Quảng Trị với tỉnh Quảng Bình thành tỉnh Bình Trị. Năm 1896, Toàn quyền Paul Armand Rosseau ra lại nghị định tách Quảng Trị ra khỏi địa hạt thuộc quyền công sứ Đồng Hới, hợp cùng với Thừa Thiên đặt dưới quyền Khâm sứ Trung kỳ.
Năm 1900, Toàn quyền Paul Doumer ra nghị định tách Quảng Trị ra khỏi Thừa Thiên, lập thành tỉnh Quảng Trị riêng biệt. Ngày 17 tháng 2 năm 1906, Toàn quyền Jean Baptiste Paul Beau ra nghị định thành lập thị xã Quảng Trị (tỉnh lỵ của tỉnh Quảng Trị).

### Từ năm 1976 đến nay
Sau khi ba tỉnh Quảng Bình, Quảng Trị, Thừa Thiên hợp nhất thành tỉnh Bình Trị Thiên (tháng 5 năm 1976), thị xã Quảng Trị bị giải thể và trở thành một đơn vị hành chính cấp xã thuộc huyện Triệu Phong, đồng thời là huyện lỵ của huyện Triệu Phong.
Tháng 1 năm 1977, Ủy ban nhân dân tỉnh Bình Trị Thiên ra quyết định thành lập thị trấn Triệu Phong. Tiếp đó, hai huyện Triệu Phong và Hải Lăng hợp nhất thành huyện Triệu Hải thì thị trấn Triệu Phong được đổi thành thị trấn Triệu Hải. Ngày 15 tháng 8 năm 1981, Hội đồng Bộ trưởng Việt Nam ra quyết định thành lập thị trấn Quảng Trị trên cơ sở sáp nhập thị trấn Triệu Hải và và xã Hải Trí.
Sau khi tỉnh Quảng Trị được tái lập vào ngày 1 tháng 7 năm 1989 và chọn thị xã Đông Hà làm tỉnh lỵ, theo nguyện vọng của nhân dân và xu thế phát triển của tình hình mới, ngày 16 tháng 9 năm 1989, Hội đồng Bộ trưởng ra quyết định thành lập thị xã Quảng Trị, ban đầu gồm 2 phường: 1, 2 (trên cơ sở giải thể thị trấn Quảng Trị cũ).
Ngày 19 tháng 3 năm 2008, Chính phủ ban hành Nghị định số 31/2008/NĐ-CP về việc điều chỉnh địa giới hành chính huyện Hải Lăng, huyện Triệu Phong để mở rộng địa giới hành chính thị xã Quảng Trị; điều chỉnh địa giới hành chính xã, phường để thành lập phường thuộc thị xã Quảng Trị, tỉnh Quảng Trị. Theo đó:
- Sáp nhập xã Hải Lệ của huyện Hải Lăng và thôn An Đôn của xã Triệu Thượng, huyện Triệu Phong vào thị xã Quảng Trị
- Thành lập phường An Đôn trên cơ sở thôn An Đôn (chuyển từ xã Triệu Thượng) và xóm Hà thuộc phường 1
- Thành lập phường 3 trên cơ sở tách một số khu phố của phường 1 và phường 2
- Sau khi điều chỉnh địa giới hành chính, thị xã Quảng Trị có 7.402,78 ha diện tích tự nhiên và 22.760 nhân khẩu, có 5 đơn vị hành chính trực thuộc, bao gồm 4 phường: 1, 2, 3, An Đôn và xã Hải Lệ.

Thị xã Quảng Trị có 4 phường và 1 xã như hiện nay.

## Kinh tế
Thị xã Quảng Trị là trung tâm kinh tế của tỉnh Quảng Trị bên cạnh thành phố Đông Hà. Nền kinh tế của thị xã đang được chuyển dịch theo hướng dịch vụ-công nghiệp-nông nghiệp. Trong đó, du lịch tâm linh đang là điểm nhấn đặc biệt cho kinh tế của thị xã Quảng Trị, khi tại đây có các di tích lịch sử nổi tiếng, thu hút nhiều khách tham quan ghé thăm trong các đợt lễ, các ngày kỉ niệm như: Di tích Thành Cổ Quảng Trị, tháp chuông thành Cổ, khu quảng trường Giải phóng, đôi bờ sông Thạch Hãn. Ngoài ra, lễ hội thả hoa đăng được tổ chức vào các ngày mồng 1 và 15 theo lịch âm hàng tháng được đông đảo người dân thị xã và các khu vực lân cận quan tâm cũng là điểm nhấn cho du lịch tại đây.

## Giao thông
Có quốc lộ 1A, đường cao tốc Cam Lộ – La Sơn và đường sắt Bắc Nam đi qua.